# Pseudoxandra bahiensis
Pseudoxandra bahiensis Maas – gatunek rośliny z rodziny flaszowcowatych (Annonaceae Juss.). Występuje endemicznie w Brazylii – w stanie Bahia. 

## Morfologia
PokrójZimozielone drzewo dorastające do 3–20 m wysokości.
LiścieMają eliptyczny kształt. Mierzą 10–20 cm długości oraz 2,5–6 cm szerokości. Blaszka liściowa jest całobrzega o tępym wierzchołku.
OwocePojedyncze, o kulistym kształcie. Osiągają 15–18 mm średnicy. Mają czerwoną barwę.

## Biologia i ekologia
Rośnie w lasach. Występuje na wysokości do 900 m n.p.m.